# (23875) Strube
Pour les articles homonymes, voir Strube.
(23875) Strube est un astéroïde de la ceinture principale.

## Description
(23875) Strube est un astéroïde de la ceinture principale. Il fut découvert le 14 septembre 1998 à Socorro (Nouveau-Mexique) par le projet LINEAR. Il présente une orbite caractérisée par un demi-grand axe de 2,68 UA, une excentricité de 0,19 et une inclinaison de 3,7° par rapport à l'écliptique.

## Compléments